# 30 ventôse
30 pluviôse 30 germinal
Le décadi 30 ventôse, officiellement dénommé jour du plantoir, est le 180e jour de l'année du calendrier républicain.
C'était généralement le 20e jour du mois de mars dans le calendrier grégorien.